# Pedro Luís Pereira de Sousa
Pedro Luís Pereira de Sousa (ur. 13 grudnia 1839 w Araruamie, zm. 16 lipca 1884 w Bananal) – brazylijski poeta.

## Życiorys
Pedro Luís Pereira de Sousa urodził się 13 grudnia 1839 w miejscowości Araruama. Uczył się w mieście Nova Friburgo. Ukończył prawo na uniwersytecie w São Paulo. Był politykiem, posłem do parlamentu i ministrem spraw zagranicznych. Pełnił także funkcję gubernatora regionu Bahia. Zmarł 16 lipca 1884 w Bananal.

## Twórczość
Poeta wydał tomiki Terribilis Dea (1860), Os Voluntários da Morte (1864), A Sombra de Tiradentes e Nunes Machado (1866) i Prisca Fides (1876).